# 412 a.C.
Il 412 a.C. (CDXII a.C. in numeri romani) è un anno  del V secolo a.C.

## Eventi
- Sparta si allea con la Persia di Dario II; il re persiano riprende il controllo sulle città della costa ionia e fornisce oro a Sparta.
- Roma
  - Consoli Quinto Fabio Vibulano Ambusto II e Gaio Furio Pacilo